# Дулибы (Ходоровская городская община)
Дулибы (укр. Дуліби) — село в Ходоровской городской общине Стрыйского района Львовской области Украины.
Население по переписи 2001 года составляло 1066 человек. Занимает площадь 1,72 км². Почтовый индекс — 81724. Телефонный код — 3239.